# Catanthera
Catanthera là chi thực vật có hoa trong họ Mua.